# Robedischis
Robedischis (derivato dal friulano, in sloveno Robidišče) è un paese della Slovenia, frazione del comune di Caporetto.
La località è situata nell'alta valle del fiume Natisone a 671 metri s.l.m., a 17,4 chilometri ad ovest del capoluogo comunale ed a 650 metri dal confine italiano.

## Storia
Dopo la caduta dell'Impero romano d'Occidente, e la parentesi del Regno ostrogoto, a seguito della Guerra gotica (553) promossa dall'imperatore Giustiniano I entrò a far parte dei domini bizantini.

Dopo la calata, nel 568, attraverso la Valle del Vipacco nell'Italia settentrionale dei Longobardi, seguiti poi da popolazioni slave, entrò a far parte del Ducato del Friuli.
In seguito alla caduta del regno longobardo e alla sua inclusione nei domini di Carlo Magno, nel 781 il Ducato del Friuli venne riorganizzato su base comitale nel Regnum Italiae affidato da Carlo al figlio Pipino; nell'803 venne istituita la Marchia Austriae et Italiae che comprendeva il Friuli, la Carinzia, la Carniola e l'Istria. Nell'828 l'imperatore Ludovico divise la Marca Orientale (o del Friuli) in quattro contee: Verona, Friuli, Carniola e Istria (comprendente il Carso e parte della Carniola interna); in seguito al Trattato di Verdun, nell'843, le contee di Istria e Friuli (conglobate nella “Marca d'Aquileia”) entrarono a far parte del Regnum Italicum poi, nel 951, della Marca di Verona e Aquileia; dopo un'iniziale sottomissione al Ducato di Baviera dal 952, nel 976 passò al Ducato di Carinzia appena costituito dall'imperatore Ottone II.
Nel 1077 passò al Principato ecclesiastico di Aquileia.

Con la caduta del Patriarcato di Aquileia passò nel 1420 (formalmente nel 1445) alla Repubblica di Venezia.

A seguito del Trattato di Noyon (1516) la Serenissima perse l'alta valle del fiume Isonzo a favore della Contea di Gorizia e Gradisca che già dal 1500 era sotto dominio asburgico; fu così che Robedischis, assieme a Bergogna da cui dipendeva, rimase sotto dominio veneziano al confine con i domini asburgici facendo parte della cosiddetta Slavia veneta.
Caduta la Serenissima, con la Pace di Presburgo tutti gli ex domini veneziani passarono al Regno d'Italia napoleonico, compreso Robedischis (all'epoca noto come Robedischia); la successiva Convenzione di Fontainebleau e il trattato di Schönbrunn (1809) confermarono poi tale assegnazione fino al 1814.
Col Congresso di Vienna nel 1815 entrò per la prima volta in mano asburgica nel Regno d'Illiria come comune catastale autonomo; passò in seguito sotto il profilo amministrativo al Litorale austriaco (1849), venendo poi aggregato al comune di Bergogna (Breginj). In questo periodo il paese era noto con il toponimo sloveno di Robedišče e con quelli italiani di Robedischia o Robedisce.
Dopo la prima guerra mondiale il borgo venne ceduto al Regno d'Italia. Il paese venne dapprima rinominato Robidischie, e dal 1923 Robedischis. Il comune di Bergogna venne inquadrato nella Provincia del Friuli. Nel 1927, invece, il territorio passò alla ricostituita Provincia di Gorizia.
Fu soggetto alla Zona d'operazioni del Litorale adriatico (OZAK) tra il settembre 1943 e il maggio 1945, e tra il maggio 1945 e il 1947, trovandosi a ovest della Linea Morgan, fece parte della Zona A della Venezia Giulia sotto il controllo britannico-statunitense del Governo militare alleato (AMG); passò alla Jugoslavia e quindi alla Slovenia.

## Corsi d'acqua
Torrente Lerada (Legrada)